# Хунзах
Хунза́х (авар. Хунзахъ) — село в Дагестане, административный центр Хунзахского района и муниципального образования «Сельсовет Хунзахский». Являлся столицей Сарира и Аварского ханства.
Население — 4,2 тысяч жителей (2010). В селе проживают аварцы.

## Этимология
По данным Е. М. Поспелова название древнего поселения произошло от аварского родоплеменного наименования хунз и таким образом авар. Хунзахъ трактуется как «селение рода хунз».
Другие версии предполагают, что грузинский историк XI века Леонти Мровели писал о неком потомке пророка Нух по имени Хунзах, который переселился из равнины «в горную теснину под напором кочевников, воздвиг там город и дал ему своё имя», либо, что название могло произойти от слова Ханзабахъ, так как Хунзах являлся резиденцией Аварских ханов, либо от словосочетания «Хун бахъ» (в переводе с аварского «умер и возродился»), ну или просто от названия местности, на которой он возник (подобных примеров в Аварии немало).

## География

### Географическое положение
Хунзахское плато расположено в центральной части нагорного Дагестана, в 140 км от города Махачкалы. Расстояние над уровнем моря составляет 1700—2000 м. Сложено прочными породами, отчасти твёрдыми известняками. У него обрывистые, в ряде мест отвесные края в несколько десятков и даже сотен метров. Хунзахское плато является наиболее обширным из всех платообразных поднятий республики. Плато имеет длину около 25 км, а ширину 8—10 км, занимает 250 км² площади. По строению рельефа представляет собой наклонную равнину, сложенную небольшими холмами и оврагами. Относится к «Сулакскому бассейну».
Расстояние от Хунзаха до других населённых пунктов по автомобильной дороге:
|   | Название города/села | Расстояние, км |
| - | -------------------- | -------------- |
| 1 | Махачкала            | 140            |
| 2 | Дербент              | 195            |
| 3 | Буйнакск             | 90             |
| 4 | Избербаш             | 146            |

### Внутреннее описание
На восточной окраине плато рассечено каньоном реки Тобот-Цолотль. Начинается каньон почти у стен Хунзахской крепости, завершается в пределах Советского района, у селения Голотль на берегу Аварского Койсу. Общая длина каньона, образованного твёрдыми известняками мезозойской эры, увеличивается от 100 до 1000—1200 м. Особенно отчётливо здесь прослеживаются барремские известняки. Ими ярко выражены и на юго-западе плато, где оно круто обрывается к долине реки Аллаор. Наиболее крупные реки на плато — Тобот, Хундерил Тляр, Итля Тляр — низвергаются водопадами в виде узких струй в Хунзахский каньон (Цолотль). Высота каждого из этих водопадов 50—80 м.

### Климат
Климатические условия Хунзахского плато более суровые, чем Гунибского. Среднегодовая температура здесь равна +6,6 °C, количество годовых осадков — 532 мм, а на верхнем Гунибе, расположенном почти на такой же высоте, среднегодовая температура равна +8,1 °C, годовое количество осадков — 507 мм. Для Хунзахского плато характерны частые сильные ветры. Иногда они достигают 8 баллов. Своеобразие климата на Хунзахском плато объясняется его расположением на открытой местности и доступности проникновения воздушных масс почти со всех сторон.

### Геология
Почвы Хунзахского плато в основном относятся к выщелочным горным чернозёмам. Ближе к окружающим плато возвышенностям чернозёмы менее выщелочены и содержание гумуса в них доходит до 7 %. Чернозёмные участки плато, несмотря на его наклон, террасированы и окультурены. Они используются под посевы зерновых, картофеля, чёрных бобов, чечевицы, льна и других культур.

### Флора и фауна
Растительный мир Хунзахского плато не отличается богатством. Леса здесь не сохранились. Для травяного покрова характерна луговая и горно-степная растительность. Преобладают астрагалы, шалфей, вьюнок, чабрец, экспарцет, клевер горный и луговой, люцерна землистая, тимофеевка степная и др. Луга и горные склоны Хунзахского плато в весенний период отличаются разнообразием оттенков цветущих растений.
Животный мир сравнительно беден. Из млекопитающих чаще всего встречается черноватый хомяк Радде, являющийся эндемиком Дагестана. Изредка попадаются заяц-русак, лисица обыкновенная, ласка, барсук, волк. Несколько богаче мир пернатых. Здесь можно увидеть колонии альпийских галок, диких голубей, выводки перепелов, куропаток, ряд хищных птиц. Дикая фауна плато находится под угрозой полного исчезновения, прежде всего из-за неконтролируемой охоты и уничтожения выводков диких животных собаками.

## Инфраструктура
В селе находятся:
- Администрация села и района,
- Участок полиции,
- МФЦ,
- Пенсионный фонд,
- Суд,
- Хунзахский музей,
- Почта,
- начальная школа,
- средняя школа N 1,
- средняя школа N 2,
- детский сад,
- отделение банка Россельхозбанка,
- Дворец культуры им.Ш.Шамхалова,
- Хунзахское медрессе,
- несколько мечетей,
- отели, этно гостевые дома,
- АЗС.

## История
Поселение возникло в начале I тысячелетия до нашей эры.
Хунзах являлся столицей Аварского ханства. Взят русскими войсками в 1837 году, в 1843 году перешёл под контроль Шамиля, в 1859 году вновь взят русскими войсками.
В 1864—1869 годах сооружено военное укрепление. В 1864—1928 годах — административный центр Аварского округа.

## Население
| 1888  | 1895  | 1926  | 1939  | 1959  | 1970  | 1979  |
| ----- | ----- | ----- | ----- | ----- | ----- | ----- |
| 1747  | ↗1768 | ↗1810 | ↗2150 | ↘1972 | ↗2372 | ↘2332 |
| 1989  | 2002  | 2010  | 2021  |       |       |       |
| ↗2901 | ↗3694 | ↗4245 | ↘4143 |       |       |       |

## Известные уроженцы
Герои Социалистического труда:
- Хажа Муртузалиевна Локалова (15 декабря 1920—2001) — учительница Хунзахской средней школы (Дагестанская АССР), Герой Социалистического Труда (1960).
- Магомед Махулович Махулов (23 февраля 1915 — 11 апреля 2021) — советский партийный и государственный деятель, Герой Социалистического Труда (8 апреля 1971).

Политические и военные деятели:
- Абухосро — правитель государственного образования Хунзахское нуцальство в середине VIII века.
- Саратан I (XI век) — нуцал (правитель) государственного образования Аварское нуцальство.
- Суракат I — аварский нуцал, правивший примерно по одним данным, в XI века, по другим, в XII веке или же в XIII веке.
- Байар II — (XII век) — сын аварского нуцала Сураката.
- Андуник, также Амир-Султан — (конец XII века—начало XIII века) — сын Байсара, аварского нуцала.
- Малик Саратан, также Саратан II — сын и наследник Амир-Султана.
- Андуник I — правитель (нуцал) аварского нуцальства во второй половине XV века.
- Мухаммад-Шамхал — аварский нуцал. Правил с 1578 по 1589 гг.
- Умма-хан IV — (в конце 1735 года или в начале 1736 года) — правитель Аварского ханства начала XVIII века
- Мухаммад-нуцал IV — (1730 или 1731—1774) — правитель Аварского ханства с 1735 по 1774 год.
- Умма-хан Аварский по прозвищу Великий или Бешеный (1761 или 1762 — 22 марта 1801) — аварский нуцал, правитель Аварского ханства с 1774 по 1801 год.
- Хириясул Алибек — (начало XIX века — 1839) — военный деятель Северо-Кавказского имамата.
- Ахбердил Мухаммед — (1803 — 18 июня 1843) — генерал и мудир имама Шамиля.
- Хаджи-Мурат — (1818 — 5 мая 1852) — военачальник, наиб имама Шамиля.
- Фатаали Аварский — (? — октябрь 1877) — военачальник, наиб имама Шамиля.
- Максуд Алиханов-Аварский (1846—1907) — генерал-лейтенант, губернатор Тифлисской губернии.
- Загид Гаджиев — (1898—1971) — поэт, переводчик и драматург, редактор. Народный поэт Дагестанской АССР.
- Загидат Магомедбекова — (1920—1999) — советская и грузинская лингвист-кавказовед, дагестановед.